# Il Solimano
Il Solimano és una òpera en tres actes composta per Tommaso Traetta sobre un llibret italià d'Ambrogio Migliavacca. S'estrenà al palau Ducale Parma el 1759.
A Catalunya, s'estrenà el 1769 al Teatre de la Santa Creu de Barcelona.